# Francisco Esteban Gómez
Francisco Esteban Gómez (Santa Ana del Norte, Venezuela, 26 de diciembre de 1783-La Asunción, Venezuela, 6 de agosto de 1853) fue militar de destacada participación en la Batalla de Matasiete  contra la invasión de las fuerzas españolas. 

## Primeros años

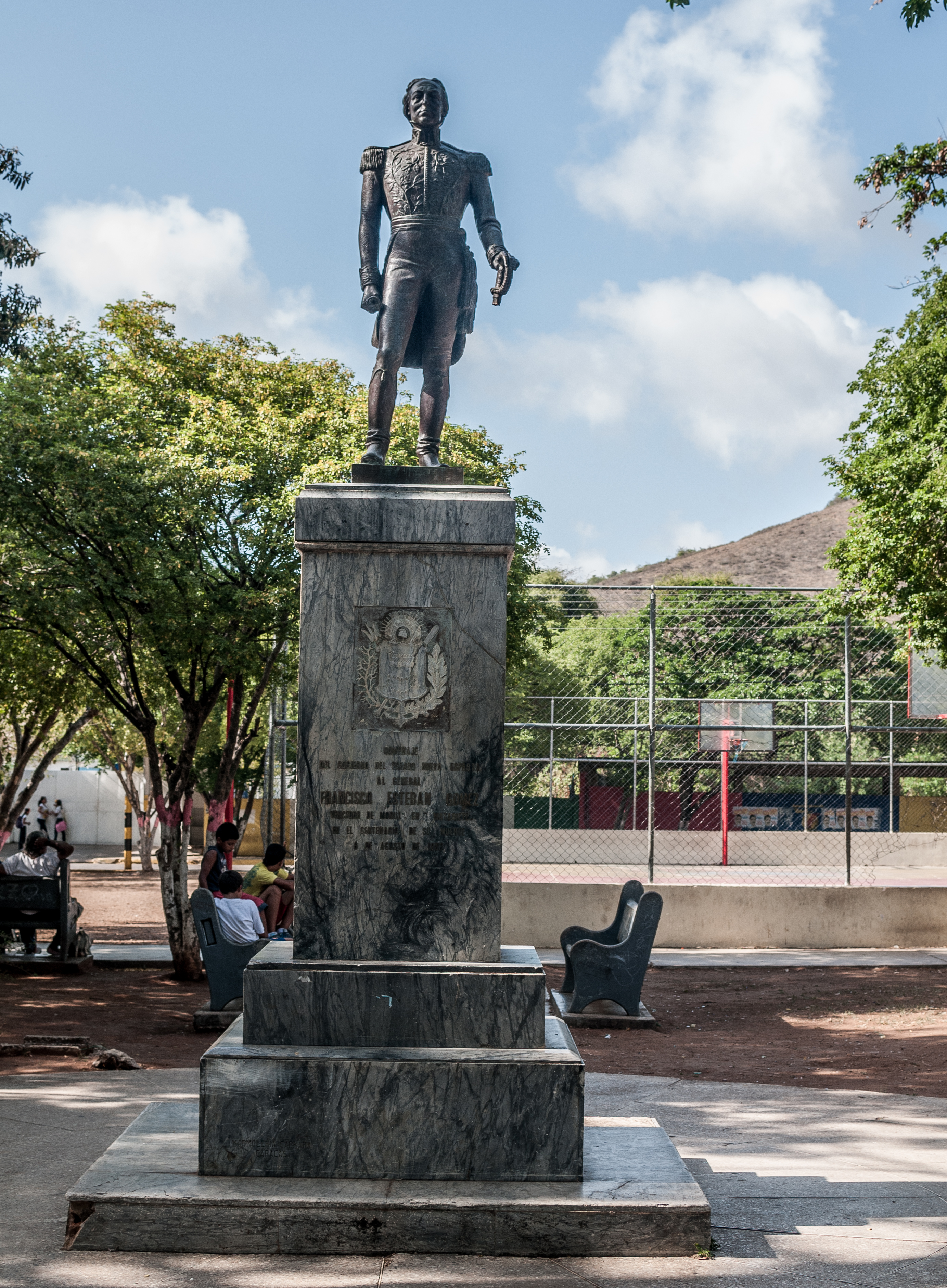
Busto de Francisco Esteban Gómez en Santa Ana, isla de Margarita.

Esteban Gómez nació el 26 de diciembre de 1783 en Villa Norte (Santa Ana) en la Provincia de Margarita, hijo de María Concepción Gómez. Fue bautizado en el lugar de su nacimiento por el Padre García Migi Fco. Se casó en la iglesia de Santa Ana.

## Carrera
Gómez se incorporó al movimiento independentista el 4 de mayo de 1810, en su tierra natal. Acompañó al general Juan Bautista Arismendi en la segunda insurrección de la isla de Margarita.
El 8 de mayo de 1816, Simón Bolívar lo ascendió a coronel. El 31 de julio de 1817, derrota en la Batalla de Matasiete al general Pablo Morillo. En 1830, José Antonio Páez lo nombra comandante en armas de Maracaibo. Ese mismo año es candidato para las elecciones presidenciales de Venezuela de 1835, ese mismo año el presidente constitucional de Venezuela, José María Vargas, le confió la comandancia de armas de la provincia de Cumaná. 
En 1837 desempeñó la jefatura de operaciones de Cumaná, Margarita y Barcelona. En 1847 ejerció la comandancia de armas de la provincia de Cumaná, hasta que por motivos de salud, solicitó y obtuvo cédula de inválido. Muere el 6 de agosto de 1853. Sus restos reposan en el Panteón Nacional desde el 20 de agosto de 1881.